# Biblioteka Narodowa Belize
Biblioteka Narodowa Belize (ang. Belize National Library Service and Information System) – belizeńska biblioteka narodowa znajdująca się w Belize City.

## Historia
Pierwsza wzmianka o istnieniu biblioteki w brytyjskiej kolonii pochodzi z 1825 roku. W 1845 roku James Cruickshank, który był wydawcą gazet Honduras Almanack oraz Honduras Gazette, krótko publikował ogłoszenie informujące o istnieniu biblioteki. W drugiej połowie XIX wieku, w Hondurasie Brytyjskim, biblioteki były organizowane w klubach i stowarzyszeniach. W 1894 roku sir Alfred Maloney próbował założyć pierwsza publiczną bibliotekę w Belize. Wszystkie istniejące biblioteki zostały zniszczone przez huragan w 1931 roku, dlatego gubernator sir Alan Burns, w 1935 roku, otworzył Bibliotekę Jubileuszową ze zbiorem liczącym 1800 książek. W 1960 roku jej nazwa została zmieniona na Biblioteka Hondurasu Brytyjskiego. W 1966 roku została przemianowana na narodową. W 2006 roku uchwalono ustawę, która zapewniła aktualizację nazwy i autonomicznej funkcji instytucji.
Od 1977 roku biblioteka opracowuje bibliografię, która obejmuje wszystkie książki i broszury opublikowane na terenie Belize niezależnie od narodowości autora.

## Zbiory
Biblioteka ma prawo do bezpłatnego egzemplarza obowiązkowego. Wydawcy mają obowiązek przekazania do biblioteki w ciągu 30 dni od momentu wydania dwóch egzemplarzy książek, broszur, czasopism, gazet, płyt, taśm audio, CD-ROM, DVD, prac dyplomowych itd, które zostały opublikowane lub wyprodukowane w Belize i przeznaczone do publicznej dystrybucji. Niestosowanie się do tego nakazu jest zagrożone karą do 3 tysięcy dolarów lub rok pozbawienia wolności. Kary mają być przekazywane do biblioteki i pokrywać koszty oferowanych przez nią usług. Instytucja udostępnia część swoich zbiorów on-line w ramach współpracy z Karaibską Biblioteką Cyfrową (ang. Digital Library of the Caribbean). Są to mapy, pocztówki, najcenniejsze książki i znaczki pocztowe. Zakupiła również dostęp do bazy EBOSKO i każdy obywatel kraju może z niej skorzystać.
W 1990 roku w bibliotece znajdowało się 130 000 woluminów. 